# Werksteam
Als Werksteam oder Werksmannschaft, im Fußball auch Werksklub und Werkself, wird im Sport ein Team bezeichnet, das einem Unternehmen angehört und bei dem dieses Unternehmen einen direkten Einfluss auf die sportlichen Belange des Teams hat. Zumeist wurde dieses Team als Betriebssportverein oder als Unterabteilung aus dem Unternehmen heraus gegründet. Insbesondere im Motorsport (z. B. Ferrari in der Formel 1) und  im Fußball (z. B. Bayer 04 Leverkusen, VfL Wolfsburg) ist die Bezeichnung verbreitet.

## Fußball

### Gründung von Betriebssportvereinen
Die Ausübung von Betriebssport hat seinen Ursprung im sozialen Engagement der Arbeiterbewegungen des ausgehenden 19. Jahrhunderts. So wurden bereits in frühen Tagen des Fußballs in vielen größeren Unternehmen Betriebssportvereine und Werkklubs gegründet, in denen sich Betriebsangehörige zum gemeinsamen Fußball spielen organisierten. Zu den bekanntesten Vereinen in Deutschland gehören:
- Bayer 04 Leverkusen – gegründet 1904 von Arbeitern des Bayer-Konzerns
- Wacker Burghausen – gegründet 1930 für die Arbeiter der Firma Wacker Chemie
- FC Carl Zeiss Jena – gegründet 1903 als reine Werksmannschaft von Carl Zeiss
- SC Bayer 05 Uerdingen – 1953 entstanden aus Fusion mit der Betriebssportgruppe der Bayer AG (Umbenennung der Profi-Fußballabteilung 1995)
- SC Opel Rüsselsheim – umbenannt 1928 als inoffizieller Werksverein von Opel
- SG Quelle Fürth – 1973 Fusion aus TSV 1860 Fürth und BSG Schickedanz Fürth (Betriebssportgruppe von Quelle)

Der VfL Wolfsburg wurde 1945 als Volkssport- und Kulturverein (VSK) Wolfsburg und somit ursprünglich nicht als Betriebssportmannschaft gegründet. Nach der Gründung hieß der Verein allerdings kurzzeitig Verein für Leibesübungen Volkswagenwerk. Da ein Großteil der Wolfsburger Bürger für Volkswagen arbeitete und der Klub seine Spiele in den Anfangsjahren im Stadion auf dem Werksgelände austrug und vor allem weil der Volkswagen-Konzern bereits seit 1952 Hauptsponsor des Vereins und seit 2007 100%-Eigentümer des Klubs ist, wird auch der VfL Wolfsburg häufig als Werksteam bezeichnet.
Auch im Ausland gründeten sich in dem Zeitraum etliche Betriebssportmannschaften, von denen einige heute zu den Spitzenklubs in Europa gehören. Bekannteste Vertreter sind die englischen Vereine FC Arsenal – gegründet 1886 von Arbeitern der Rüstungsfirma Royal Arsenal –, West Ham United – wurde 1895 als „Thames Ironworks FC“ gegründet (die Thames Ironworks and Shipbuilding and Engineering Company war eine Werft an der Themse in West Ham) – und Manchester United als Werksmannschaft der Lancashire and Yorkshire Railway sowie der niederländische Klub PSV Eindhoven, der 1913 als Werksverein des Philips-Konzerns gegründet wurde. Weitere Beispiele sind der FC Sochaux (1928, Peugeot), Stade Reims (1910, Pommery) oder CASG Paris (1903, Société Générale) aus Frankreich und der AC Parma (1913, Parmalat) in Italien. Auch in Argentinien, Brasilien und Uruguay (Club Atlético Peñarol) gründeten Mitarbeiter britischer Eisenbahnunternehmen zahlreiche Werksteams. Insbesondere in Osteuropa waren zu Zeiten der Sowjetunion Werksmannschaften weit verbreitet, einige sind noch heute erfolgreich: Zenit Sankt Petersburg, Schachtar Donezk, Metalist Charkiw, BATE Baryssau oder Torpedo Moskau seien als Beispiele genannt.
Vor allem in Japan haben Werksmannschaften großer Konzerne ebenfalls Tradition. Frühe Beispiele sind Sanfrecce Hiroshima (1938, Mazda) und die Urawa Red Diamonds (1950, Mitsubishi). Insbesondere ab den 1970er Jahren ging die Mehrheit der Vereine aus Werksmannschaften großer Unternehmen hervor, es folgten beispielsweise die Gründung der Yokohama F. Marinos (1972, Nissan), von Júbilo Iwata (1972, Yamaha) oder Gamba Osaka (1980, Panasonic).
Werksmannschaften von staatlichen Behörden gibt es heute u. a. noch in den oberen Ligen in Thailand, so etwa Police United als Werksteam der Polizei (seit 1960) oder Singhtarua F.C. von der staatlichen Hafenbehörde (seit 1967), und auch im westafrikanischen Gambia hat z. B. die Armee (FC Armed Forces) oder die Hafenbehörde (Gambia Ports Authority FC) eigene Vereine. In der Türkei hatten in vielen Städten die Stadtverwaltungen eigene Betriebssportvereine, die zum Teil auch heute noch existieren.

### Betriebssportgemeinschaften zu Zeiten des Nationalsozialismus und der DDR
Ab 1936 gründete die Deutsche Arbeitsfront mit ihrer Unterorganisation KdF in den großen Werken sogenannte Betriebssportgemeinschaften, um auch im Sport ihre Ideologie unter das Volk zu bringen. Erfolgreichste BSG im Fußball waren z. B. Gelsenguß Gelsenkirchen, Neumeyer Nürnberg, WKG Heinkel Rostock und WKG VW Stadt des KdF-Wagens, die BSG des Volkswagenwerks Wolfsburg. Dem Ende der 1930er Jahre gegründeten Verein Dunlop SV Hanau gelang als Betriebssportgemeinschaft des Reifenherstellers Dunlop und ausschließlich mit Werksmitarbeitern die Qualifikation für den Tschammerpokal und der Aufstieg in die Gauliga Hessen.
Nach dem Ende des Zweiten Weltkrieges wurden in der DDR alle Sportvereine aufgelöst. Ab 1948 wurden im ganzen Land Betriebssportgemeinschaften gegründet, wobei der Begriff aus der Zeit des Nationalsozialismus übernommen wurde. Zu den größten und erfolgreichsten Betriebssportgemeinschaften zählten beispielsweise BSG Wismut Aue (heute: FC Erzgebirge Aue), BSG Stahl Riesa, BSG Chemie Leipzig und BSG Sachsenring Zwickau. Nach der Wende lösten sich die meisten BSG auf oder wurden in eingetragene Vereine umgewandelt.

### Abgrenzung zu Vereinen mit Namenssponsoren und Investoren
In der Regel nicht als Werksteams bezeichnet – aber dennoch unter Fans und Offiziellen anderer Vereine umstritten – werden zum einen Vereine, die ihren Vereinsnamen an einen Sponsor verkaufen und zum anderen Klubs, die ihre Anteile an Unternehmen oder Privatpersonen veräußern und damit auch Einfluss auf das Tagesgeschäft an diese abgeben.
Der Verkauf des Vereinsnamens an einen Sponsor und die damit verbundene Umbenennung des Vereins wurde in Deutschland vor allem Ende der 1960er und in den 1970er Jahren von einigen Vereinen praktiziert und ist heute nicht mehr erlaubt. Bekannteste Beispiele sind etwa der SV Röchling Völklingen, der seit 1966 nach der Röchling AG benannt ist, sowie SV Waldhof Mannheim (1972–1978: (SV) Chio Waldhof 07) und ASV Landau (1970–1979: Gummi Mayer Landau). Zwischen 1996 und 2006 nannte sich der Verein TuS Ahlen (heute Rot Weiss Ahlen) nach einer Fusion Leichtathletik Rasensport Ahlen, kurz LR Ahlen, was beabsichtigte Assoziationen zum damaligen Hauptsponsor LR International hervorrief. Auch das Ahlener Vereinslogo wurde an das Firmenlogo des Kosmetikherstellers angepasst. In Österreich ist das Namenssponsoring auch heutzutage noch verbreitet. So hatte der SK Sturm Graz seit 1969 vier verschiedene Hauptsponsoren als Bestandteil im Vereinsnamen, zuletzt die Brauerei Puntigamer. Auch FK Austria Wien und die SV Ried verkauften zwischenzeitlich ihren Namen, der Verein SK Rapid Wien trat in der Saison 1976/77 kurzzeitig unter dem Namen SK Rapid Wienerberger an. Bekanntestes Beispiel ist seit 2005 die Umbenennung und gleichzeitige Übernahme Austria Salzburgs durch den Getränkehersteller Red Bull. In Deutschland steht das RB in RB Leipzig offiziell für Rasenballsportverein, ruft jedoch auch Assoziationen zum Hauptsponsor Leipzigs hervor.
Da Red Bull nicht nur Namenssponsoring betreibt, sondern in Klubs wie FC Red Bull Salzburg oder New York Red Bulls auch die Mehrheitsanteile besitzt, gehören diese Beispiele auch zur Gruppe der Investorenklubs.
Im deutschen Profifußball verhindert die 50+1-Regel zwar die Erlangung einer Stimmenmehrheit durch Kapitalanleger und damit den Einstieg und die Kontrollübernahme durch Großunternehmen. Demnach muss der Mutterverein mindestens 50 Prozent plus eine Stimme in der Versammlung der Anteilseigner innehaben. Mit der sogenannten Lex Leverkusen wurde allerdings die Ausnahme eingeräumt, dass Unternehmen, die bereits mehr als 20 Jahre am Verein beteiligt sind, die Stimmenmehrheit dennoch erhalten bzw. behalten können. Diese Ausnahmeregelung betraf zunächst insbesondere die beiden Vereine Bayer 04 Leverkusen (seit 1999 zu 100 % Tochter der Bayer AG) und den VfL Wolfsburg (seit 2007 zu 100 % Tochter der Volkswagen AG). Weiterer Nutznießer dieser Ausnahmeregelung war die TSG 1899 Hoffenheim, bei der SAP-Gründer Dietmar Hopp im Jahr 2015 96 Prozent der Stimmanteile übernahm, 2023 gab Hopp seine Stimmrechte wieder an den Verein zurück. 2017 beantragte Martin Kind die Übernahme von 100 Prozent der Stimmanteile bei Hannover 96, dies wurde von der DFL jedoch abgelehnt.
In Deutschland umgeht Red Bull bei dem Verein RB Leipzig diese Regel, indem das Unternehmen de jure zwar keine Anteile an dem Verein hält, durch eine erschwerte Mitgliederaufnahmeregelung und das Einsetzen von Red-Bull-nahen Personen in die Vereinsleitung aber de facto dennoch die Kontrolle über den Verein hat. Zusätzlich zu den genannten Ausnahmen haben mehrere Klubs mehr als 50 % ihrer Anteile an Unternehmen oder Privatpersonen verkauft, halten aber weiterhin mehr als 50 % der Stimmanteile, um die 50+1-Regel zu erfüllen. Beispiele dafür sind Borussia Dortmund (94,57 % im Fremdbesitz), TSV 1860 München (60 % Hasan Ismaik), FC Carl Zeiss Jena (95 % Staprix NV) oder SC Fortuna Köln (99,745 % DFC GmbH). Auch der FC Ingolstadt 04 wird aufgrund der engen Zusammenarbeit mit der Audi AG immer wieder als Werksverein bezeichnet. Allerdings hält die quattro GmbH, eine Audi-Tochterfirma, lediglich 19,94 Prozent der Anteile. Daher stellte Vorstandsvorsitzender Peter Jackwerth bereits 2013 klar: „Wir sind kein Werksclub.“
In anderen europäischen Ländern, insbesondere England und Frankreich ist es Unternehmen und Investoren ohne Einschränkungen möglich, die Mehrheit eines Vereins inklusive Stimmrecht zu übernehmen. Bekannteste Beispiele für solche Übernahmen sind etwa die englischen Spitzenklubs FC Chelsea, Manchester United, Manchester City, FC Liverpool und der FC Arsenal; Paris Saint-Germain und AS Monaco in Frankreich oder der FC Getafe in Spanien.

## Motorsport
Auch im Motorsport gibt es den Begriff der Werksteams. Dabei bezeichnet der Begriff einen Rennstall, der komplett im Besitz eines Automobil- bzw. Motorradherstellers ist und in dem sowohl das Fahrzeug als auch der Motor selbst konstruiert wird.
Beispiele für Werksteams in der Formel 1 sind und waren die Teams Ferrari (seit 1950), Mercedes (1954–1955, seit 2010), Renault (1977–1985, 2001–2009, seit 2016), Honda (1964–1968, 2006–2008), Toyota (2002–2009) und BMW (2006–2009).
Auch in anderen Rennklassen wie dem 24-Stunden-Rennen von Le Mans (z. B. Audi und Porsche) oder der DTM sind Werksteams üblich.
Im Motorradsport sieht das Bild ähnlich aus. In der MotoGP-Klasse der Motorrad-Weltmeisterschaft treten die Hersteller Honda, Yamaha, Suzuki, Aprilia, KTM und Ducati mit Werksteams an. Werksteams dürfen dort mit Motorsteuergeräten mit selbst entwickelter Software und Hardware fahren, haben gegenüber der sogenannten Open Klasse, die Einheitssteuergeräte nutzen müssen, aber den Nachteil, dass sie weniger Tankinhalt pro Rennen und weniger Motoren pro Saison verwenden dürfen.
Auch in der Superbike-Weltmeisterschaft treten die traditionellen Motorradhersteller Honda, Kawasaki, Yamaha und Suzuki aus Japan, Ducati und Aprilia aus Italien oder BMW aus Deutschland mit eigenen Werksteams an.

## Weitere Sportarten
Während es in den nordamerikanischen Sportligen üblich ist, dass alle Teams nach dem Franchise-Prinzip Privatpersonen oder Unternehmen gehören, ist in Europa in nahezu allen Sportarten das Vereinswesen maßgeblich. So ist in der deutschen Basketball-Bundesliga lediglich das Sponsoring des Vereinsnamens üblich. Dennoch wehren sich insbesondere die Fans der Vereine gegen zu großem Einfluss der Hauptsponsoren. So protestierten z. B. die Anhänger der Brose Baskets Ende 2013 mit einem Banner und der Aufschrift „Wir sind keine Werksmannschaft. Wir sind Bamberg!“ gegen die Einflussnahme des Automobilzulieferers Brose Fahrzeugteile.
In Japan ist es neben Fußball und Motorsport auch in anderen Sportarten verbreitet, dass Konzerne eigene Werksmannschaften stellen. So nehmen z. B. an der Badminton-Mannschaftsmeisterschaft oder in den obersten Baseballligen ausschließlich Werksteams teil.
Im E-Sport sind insbesondere asiatische Unternehmen wie beispielsweise Samsung, Acer oder Korea Telcom mit eigenen Werksteams aktiv.
Ursprünge in Betriebssportvereinen haben auch die deutschen Tischtennisvereine SG Siemens Erlangen und TTBG Steiner-Optik Bayreuth.